# Caruban (Kandangan)
Caruban is een bestuurslaag in het regentschap Temanggung van de provincie Midden-Java, Indonesië. Caruban telt 2603 inwoners (volkstelling 2010).